# Bioetica clinica
La bioetica clinica è una disciplina etico-scientifica, a carattere assistenziale che applica la conoscenza etica e teoretica bioeticista alla pratica clinica, attraverso un processo decisionale
La Bioetica Clinica, infatti, orienta la metodologia clinica e applica i contenuti dei ragionamenti pluridisciplinari della bioetica, filosofici, etici, giuridici, della medicina legale, deontologici e del biodiritto, alle linee guida dei protocolli diagnostici di tipo assistenziale.

## Descrizione
La bioetica clinica allea nella pratica clinica quotidiana l'etica, la bioetica e la deontologia secondo le linee di "evidence based practice" ed è quella che attua il percorso storico-filosofico della storia della medicina e della bioetica, discipline che appartengono, infatti, al medesimo settore scientifico- disciplinare, codificato dal MIUR come MED06/A2 A tal proposito, infatti essa, si inquadra secondo i principi del recente decreto ministeriale DM del.n. 159 del 12 giugno 2012, che rappresenta la concretizzazione assistenziale della bioetica, Infatti, senza la pratica assistenziale quotidiana dei vari casi clinici non si potrebbero formulare i protocolli diagnostici e le linee guida per gli stessi percorsi diagnostici assistenziali.
La disciplina si occupa degli aspetti decisionali dell'inizio e fine vita, ma anche della gestione dei pazienti complessi e delle disabilità.
A tal proposito, sono anche attive da tempo Unità Operative di Bioetica con l'obiettivo di educare alla salute e all'ottimizzazione delle risorse sanitarie nell'ambito del management sanitario, secondo le direttive nazionali dell'AGENAS e in sintonia con i Comitati di Bioetica e del Comitato Nazionale per la Bioetica.
Il Comitato Nazionale di Bioetica, in ambito governativo, in un documento del 2001, riconosce un valore sincretico, di tipo etico-storico-assistenziale alla Storia della Medicina che, insieme alla Bioetica, mette in evidenza, attraverso la capacità di ricerca peculiare della storia della medicina, che utilizza i parametri originari della malattia in una analisi comparativa, le mutazioni socio-ambientali. La metodologia storica di ricerca medica ha lo scopo pratico e clinico dell'accertamento dei vari stadi e stati di malattia che devono essere utilizzati come parametro originario della medicina, che ha per scopo l'accertamento ed al trattamento delle varie patologie, in tutti gli ambiti delle specialità mediche, secondo l'Organizzazione Mondiale della Sanità (OMS), nell'ambito della prevenzione e del mantenimento dello stato di salute nella sua più profonda accezione di benessere psicofisico e sociale.
Lo studio degli spostamenti di massa e socio-economici, insieme ad una recrudescenza dei fenomeni di malattie infettive considerate rare nei Paesi Occidentali, vede oggi una notevole attualità della percorsi storico-medici.
Questa peculiarità appare della massima evidenza quando si consideri l'aggressione chirurgica delle malattie, che comporta lesioni fisiche, spesso causa di disabilità in molte specialistiche mediche dalla Medicina Interna alla Ostetricia, dalla Neurologia all'Ortopedia, in un settore ampiamente pluridisciplinare, tale da attuare la parte assistenziale ai Servizi di Bioetica Clinica alle U.O. negli ultimi anni costituiti, non solo alle diverse U.O. come la Medicina Interna, ma direttamente dipendenti dalle Direzioni Sanitarie, nell'ottica utilitaristica della prevenzione. La salute dell'uomo, infatti, secondo la nota e generalmente accettata definizione dell'Organizzazione Mondiale della Sanità (OMS) è una condizione di perfetto benessere fisico, mentale, sociale e non significa soltanto assenza di malattia. In effetti, la medicina si occupa oggi, nella sua attività quotidiana, anche della non-malattia.